# FSR 1767
FSR 1767 (również 2MASS-GC04) – gromada kulista znajdująca się w kierunku konstelacji Skorpiona w odległości około 4900 lat świetlnych od Ziemi. Została odkryta w 2006 roku w programie 2MASS przez Dirka Froebricha, Aleksa Scholza i C. J. Raftery’ego i skatalogowana jako FSR 1767. W 2007 roku na podstawie badań ruchu własnego oraz szczegółowej analizy strukturalnej FSR 1767 została zidentyfikowana jako gromada kulista przez zespół astronoma C. Bonatto. Ponieważ jest to czwarta gromada kulista odkryta w programie 2MASS, otrzymała też oznaczenie 2MASS-GC04.
FSR 1767 jest najbliższą Ziemi gromadą kulistą. Znajduje się w odległości około 18,6 tys. lat świetlnych od jądra Drogi Mlecznej. Ma ona 6,5 roku świetlnego średnicy. Jej jasność absolutna wynosi –4,7m. Jest podobna do gromad o niskiej masie jak AL 3, Palomar 13 czy Arp-Madore 4. Zawiera też jedną dziesiątą jasnych gwiazd w porównaniu ze znajdującą się w pobliżu Messier 4.